# Debilitatore
Il Debilitatore o Distributed Sound and Light Array Debilitator (in italiano: Vettore Debilitante Distribuito di Suono e Luce ) in breve DSLAD è una nuova arma non letale per la dispersione delle folle in progetto della Applied Research Laboratory della Penn State University per il Ministero della Difesa degli Stati Uniti.

## Effetti
Particolari condizioni di suono e luce creerebbero sull'uomo vertigini, perdita dell'equilibro e nausea.